# Zapolice (Trzebiatów)

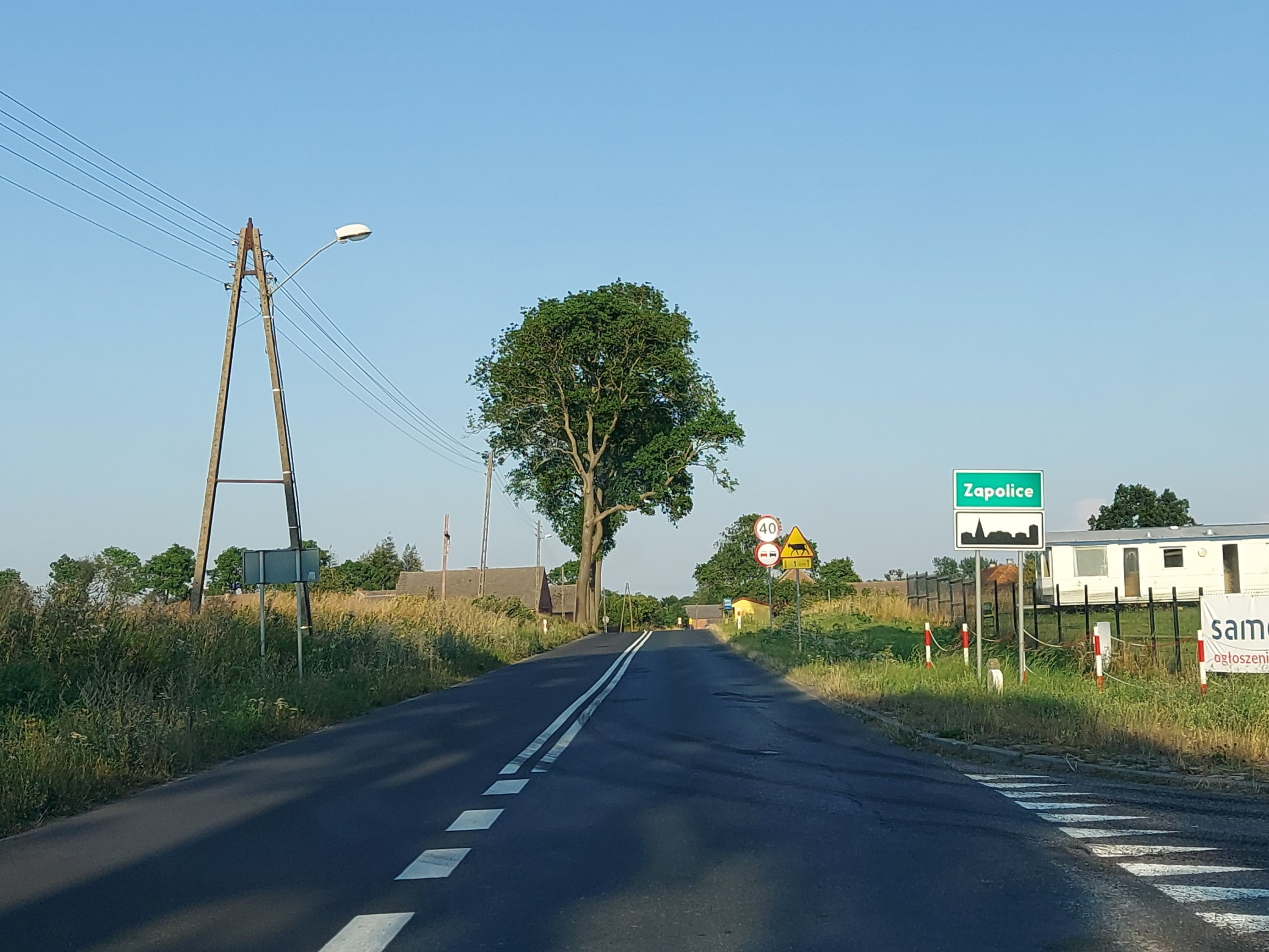
Zapolice

Zapolice (deutsch Vockenhagen)  ist ein Dorf im Powiat Gryficki der Woiwodschaft Westpommern in Polen. Es gehört zur Landgemeinde Karnice.

## Geographische Lage
Das kleine Straßendorf liegt vier Kilometer von der hinterpommerschen Ostseeküste entfernt, vier Kilometer westlich von Trzebiatów (Treptow a. d. Rega) und etwa 19 Kilometer nördlich von Gryfice (Greifenberg i. Pom.). An derselben Straße liegen in westlicher Richtung in enger Reihenfolge die beiden Nachbardörfer Rogozina  (Mittelhagen) und Konarzewo (Kirchhagen oder Wachholzhagen). Die drei Dörfer zusammen erstrecken sich über eine Länge von etwa dreieinhalb Kilometern.

## Geschichte
Gegen Ende des 18. Jahrhunderts hatte das Dorf Vockenhagen sieben Bauernhöfe, drei Büdnerhäuser, ein Hirtenhaus, einen Schulmeister ohne eigene Amtswohnung und insgesamt 47 Haushaltungen (Feuerstellen). Für die drei aneinanderstoßenden Dörfer Vockenhagen, Mittelhagen und Kirchhagen  wurde früher gemeinschaftlich ebenfalls die Ortsbezeichnung Wachholzhagen benutzt.
Zum Ende des Zweiten Weltkriegs wurde die Region von der Roten Armee erobert und der Verwaltung der Volksrepublik Polen unterstellt. Danach begann die Zuwanderung von Polen und die Vertreibung der Einwohner. Polen führte für Vockenhagen die Ortsbezeichnung Zapolice ein.

### Demographie
| Jahr | Einwohnerzahl | Anmerkungen |
| ---- | ------------- | ----------- |
| 1933 | 87            | [ 3 ]       |
| 1939 | 85            | [ 3 ]       |
| 2019 | ca. 80        |             |

## Kirchspiel
Die bis 1946 evangelische Bevölkerung von Vockenhagen   besuchte die Kirche im Nachbarort   Kirchhagen oder Wachholzhagen, die zur Synode Treptow an der Rega gehörte. Die Kirchenbücher der Kirchengemeinde Wachholzhagen reichen bis 1586 zurück.